# Université d'État de médecine de Kazan
L'université d'État de médecine de Kazan est une université fédérale de Russie située dans la ville de Kazan (Tatarstan). Elle est constituée de neuf facultés et elle est spécialisée en médecine.
L'institut de médecine de Kazan devient l'université de médecine de Kazan le 29 avril 1994. Fondée en 1814, cette université de médecine est la deuxième institution universitaire à avoir été ouverte à Kazan et le troisième établissement d'enseignement de la médecine en Russie. Elle accueille plus de 4 000 étudiants. Sa devise est Omnium profecto artium medicina nobilissima.

## Histoire
La faculté de médecine de Kazan ouvre au sein de l'université de Kazan le 14 mai 1814. Le théâtre anatomique est construit en 1837 par Korinfski. C'est un monument d'architecture néoclassique exceptionnel inspiré d'un théâtre anatomique de la Renaissance italienne. L'hôpital de la faculté ouvre en 1840.
En 1930, l'établissement est réorganisé en institut de médecine de Kazan. L'histoire de l'institut dans les années 1960-1990 est riche d'événements et de succès, aussi bien dans le domaine scientifique que dans le domaine de l'enseignement. C'est à cette époque qu'il reçoit l'ordre du Drapeau rouge du Travail, au nom de S.V. Kourachov. Un nouveau bâtiment de salles de cours est construit, ainsi que deux résidences universitaires et de nouvelles facultés indépendantes, celle du travail social et celle de pharmacie. Le nombre de chaires augmente : 45 en 1945, 48 en 1964 et 66 en 1994.
L'institut acquiert le statut d'université fédérale en 1994.
L'université est dirigée depuis 2009 par le professeur Alexeï Stanislavovitch Sozounov.

## Organisation scientifique
L'association des étudiants de l'université de médecine de Kazan est membre de l'association européenne des étudiants en médecine. Cette université est leader parmi les universités de médecine russes par le nombre d'étudiants passant des stages pratiques cliniques chaque année dans les universités étrangères.  
Selon les résultats du classement olympique des universités qui ont participé à l'Olympiade panrusse des étudiants « Je suis un professionnel » 2019-2020, l'équipe de l'université de médecine d'État de Kazan a pris la 30e place par équipe. L'université de médecine d'État de Kazan est lauréate des premier et deuxième degrés de l'Olympiade panrusse dans la formation pratique des étudiants en médecine Zolotoï Medskill (Moscou 2015, 2018). Elle est lauréate du prix de l'étudiant de la république du Tatarstan « Étudiant de l'année » dans les catégories étudiant de l'année, meilleure université, meilleure association scientifique estudiantine.
Les orientations prioritaires de l'université dans le domaine scientifique sont la génétique moléculaire, la physiologie moléculaire, les technologies cellulaires et tissulaires, l'oncologie, les maladies cardiovasculaires, l'environnement préventif, l'endocrinologie, la neurologie et les neurosciences, la pédiatrie, la santé reproductive, la psychiatrie et les addictions, la pharmacologie et la chimie pharmaceutique, les technologies critiques en médecine. 
Elle est reconnue au niveau national et européen notamment dans les domaines suivants: physiologie, biologie cellulaire, neurologie, pathologie, biochimie, pharmacologie, santé publique, hygiène, chirurgie et gynécologie.
L'université possède son propre laboratoire central de recherche, la banque de cellules souches. Des centres scientifiques et éducatifs « Médecine moléculaire et cellulaire », « Neurophysiologie fondamentale et appliquée », « Développement de nouveaux médicaments et systèmes d'administration de substances médicamenteuses » ont été créés. 
L'université édite plusieurs périodiques scientifiques et pratiques, comme: Le Messager de neurologie («Неврологический вестник»), La Revue de médecine de Kazan («Казанский медицинский журнал»), le journal Le Médecin de Kazan («Казанский медик»), la revue estudiantine «Doctor+», et Le Messager de la médecine clinique moderne («Вестник современной клинической медицины»).

## Infrastructure

Logo de l'université.

L'université dispose d'une infrastructure logistique, informationnelle et sociale pleinement développée. 
L'université d'État de médecine de Kazan exploite le premier centre de simulation en Russie (centre de compétences pratiques), une clinique dentaire de simulation et une pharmacie de simulation avec des équipements de haute technologie pour la formation des dentistes et des pharmaciens; la formation en réseau est réalisée avec le centre éducatif pour les hautes technologies médicales, et la méthodologie « Patient standardisé » est mise en œuvre pour enseigner aux étudiants seniors en collaboration avec des spécialistes de la Virginia Tech Carilion School of Medicine, aux États-Unis.
Plusieurs cliniques dépendent de l'université: 
- Hôpital clinique de la république du Tatarstan, 1 165 lits
- Hôpital clinique pédiatrique de la république du Tatarstan, 1 093 lits
- Hôpital clinique municipal n° 7, 1 264 lits
- Centre clinique de diagnostic interrégional, 382 lits

## Facultés
| Nom                                                                          | Fondation  |
| ---------------------------------------------------------------------------- | ---------- |
| Médecine (6 ans d'études)                                                    | 1814       |
| Médecine prophylactique (6 ans d'études)                                     | 1930       |
| Pédiatrie (6 ans d'études)                                                   | 1932       |
| Stomatologie (5 ans d'études)                                                | 1954       |
| Pharmacie (5 ans d'études)                                                   | 1975       |
| Travail social et formation supérieure en soins infirmiers* (4 ans d'études) | 1991; 1994 |
| Médecine biologique** (6 ans d'études)                                       | 2011       |

Notes:
* La faculté de management et de formation supérieure de soins infirmiers et la faculté de travail social ont été réunies en une seule faculté.
** La faculté de médecine biologique prépare des spécialistes dans le domaine de la biochimie médicale et de la biophysique médicale.

## Représentation des étudiants étrangers
- Représentation officielle des étudiants étrangers